# ド・グレイ伯爵
ド・グレイ伯爵（英語: Earl de Grey）は、かつて存在したイギリスの伯爵、貴族。連合王国貴族爵位。第5代ルーカス女男爵アマベル・ヒューム＝キャンベルが1816年に叙されたが、4代伯フレデリック・ロビンソンの死により1923年に廃絶した。

## 歴史
ポルウォース卿未亡人にして第5代ルーカス女男爵アマベル・ヒューム＝キャンベルは1816年10月25日にベッドフォードシャー州レストにおけるド・グレイ女伯爵(Earl de Grey, of Wrest in the County of Bedford)に叙された。この爵位には特別継承権が付されており、彼女の男子に継承できない場合は彼女の妹メアリー・ジェマイマ・ロビンソンの男子に継承できる残余権付きであった。。
彼女は第2代ハードウィック伯フィリップ・ヨークと第2代グレイ女侯爵ジェマイマ・ヨークの長女であり、彼女の母であるジェマイマ・ヨークは第3代ブリーダルベイン＝ホランド伯ジョン・キャンベルとアマベル・グレイの長女である。そのため彼女は初代ケント公ヘンリー・グレイ(ケント公爵参照)の孫にあたる。グレイ女侯爵位は実母ジェマイマの死により1797年に絶えたため、アマベル自身の尽力で復活した。その際に、1806年創設のグレイ伯爵と区別するために「ド・グレイ」の形になった。
ド・グレイ女伯爵に子供はいなかったが、彼女の甥、第3代グランサム男爵トマス・ロビンソンへのルーカス男爵位の相続とド・グレイ伯爵位の特別継承の許可を得ることができた。この第2代伯爵は「ド・グレイ」を姓とした。ド・グレイ卿は、第2代グランサム男爵トマス・ロビンソンと、ド・グレイ女伯爵の妹メアリー・ジェマイマ・ロビンソンの長男にあたる。(これ以前のロビンソン家の歴史はリポン侯爵を参照)。
彼が1859年に死去した際、(女系相続が可能であった)ルーカス男爵位は彼の長女アン・フローレンス・クーパーに相続された。(以降の歴史はルーカス男爵を参照)一方で男系相続しかできなかったド・グレイ伯爵位は、彼の甥第2代リポン伯ジョージ・ロビンソンに相続した。彼はゴドリッチ卿として知られる元首相、初代リポン伯フレデリック・ロビンソンの一人息子である。ド・グレイ伯爵位を得た際、リポン卿は「ド・グレイ＝リポン伯爵」と名乗った。1871年にリポン侯爵が創設されたため、以降ド・グレイ伯爵は侯爵位の法定推定相続人が使用する儀礼称号となった。
リポン侯爵位は彼の息子、第2代リポン侯フレデリック・ロビンソンに継承された。この第2代侯爵に子供がいなかったため、1923年に死去とともにリポン侯爵、ド・グレイ伯爵その他すべての称号は廃絶した。

## ド・グレイ伯 (1816年)

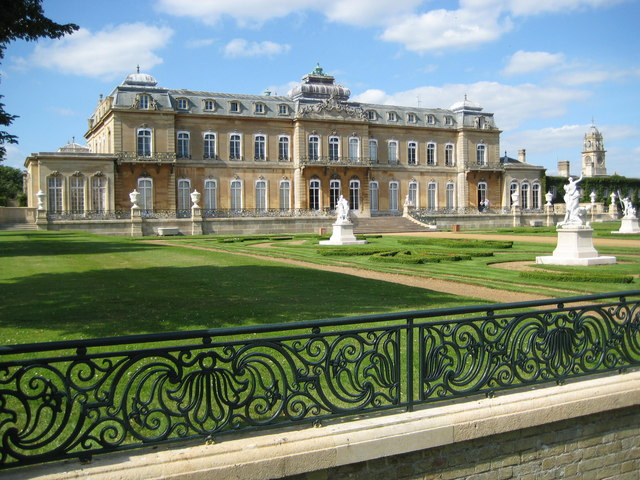
ベッドフォードシャーのレスト・パークにあるグレイ家の邸宅

- 初代ド・グレイ女伯アマベル・ヒューム＝キャンベル (1751–1833)
- 2代ド・グレイ伯トマス・フィリップ・ド・グレイ (1781–1859)
- 3代ド・グレイ伯ジョージ・フレデリック・サミュエル・ロビンソン (1827–1909)
- 4代ド・グレイ伯フレデリック・オリヴァー・ロビンソン (1852–1923)

### 註釈

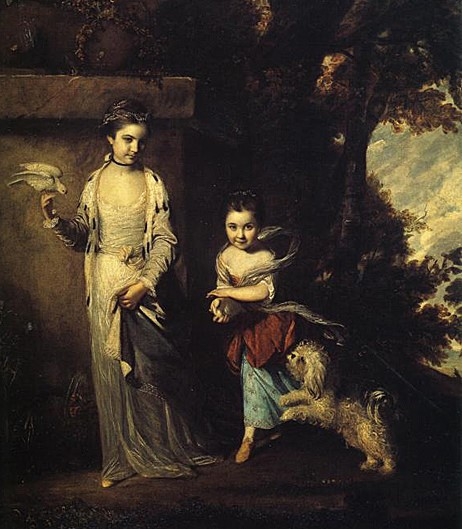
初代ド・グレイ女伯アマベル・ヒューム＝キャンベルと妹メアリー・ジェマイマ、ジョシュア・レノルズ作、1760年。

1. ↑  ド・グレイ女伯爵は第3代マーチモント伯ヒュー・ヒュームの長男、ポルウォース卿アレクサンダー・ヒューム＝キャンベル（英語版）の未亡人である[1]。
2. ↑  グレイ侯爵家とグレイ伯爵家は極めて遠縁である